# Warsaw (Illinois)
Warsaw je grad u američkoj saveznoj državi Ilinois. Prema popisu stanovništva iz 2010. u njemu je živjelo 1.607 stanovnika.